# Extremschrammeln

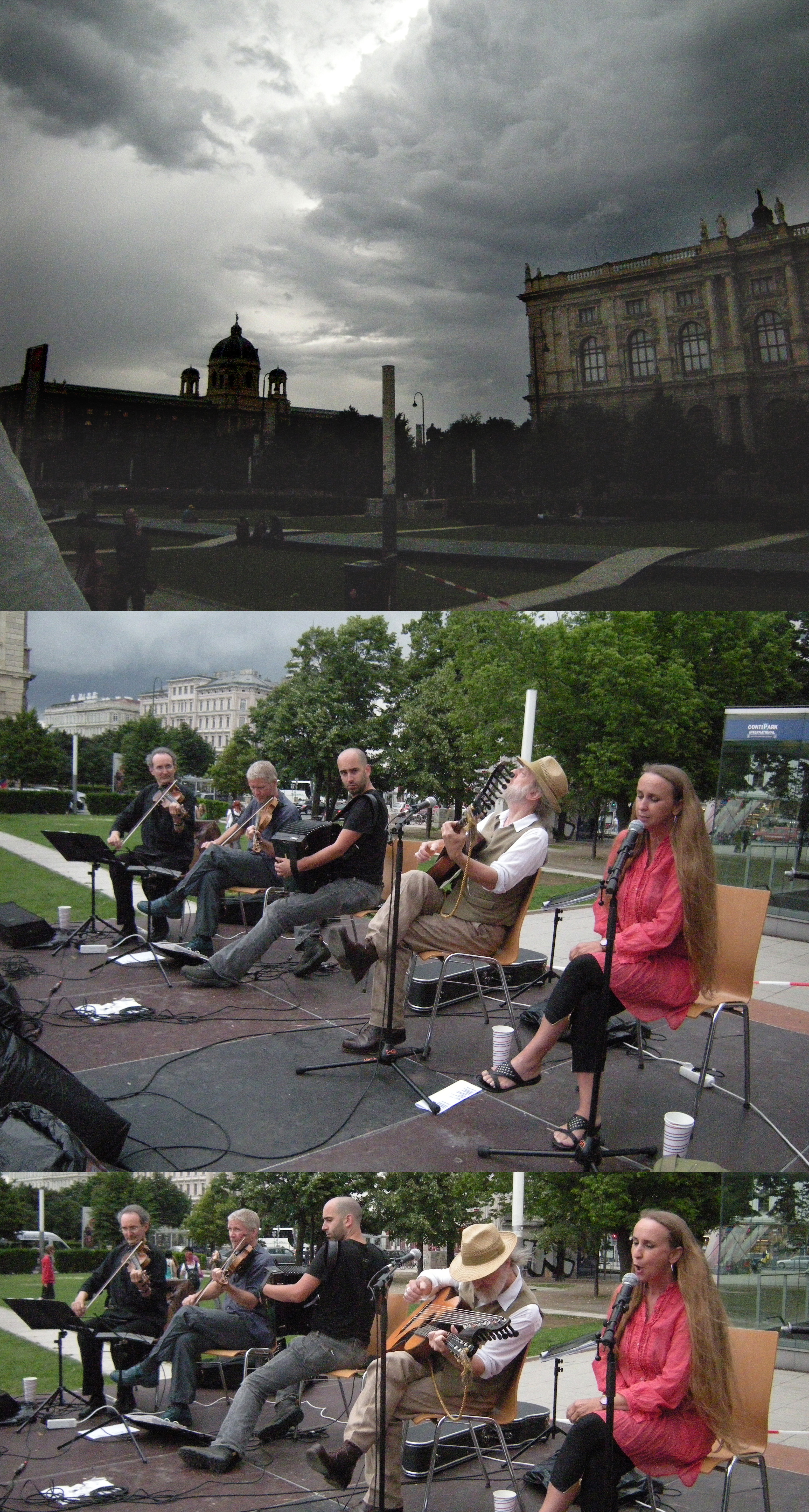
Extremschrammeln, Regentag, Wien 2010

Extremschrammeln (auch Neuwirth Extremschrammeln oder Roland Neuwirth & Extremschrammeln, ehemals Neuwirth Schrammeln) ist ein österreichisches Quintett der Neuen Volksmusik, das 1974 gegründet wurde. Gründer, Leadsänger und Schrammelgitarrist ist Roland Neuwirth. Die Musik von Roland Neuwirth und den Extremschrammeln verbindet Elemente des traditionellen Wienerlieds und der Schrammelmusik mit denen des Blues, Jazz, Rock und der Neuen Musik.

## Band
→ Bezüglich Biografie von Roland Neuwirth, siehe Roland Neuwirth
Die Überstimme der Extremschrammeln singt Doris Windhager, sie ist neben ihrer Tätigkeit bei den Extremschrammeln auch Gast- und Backgroundmusikerin bei einigen anderen Bands, wie der 1. Wiener Pawlatschen AG.
Manfred Kammerhofer, der Geiger der Extremschrammeln, lernte Neuwirths Frau – damals noch Bandmitglied – 1979 kennen und wurde kurz darauf vom Grafiker zum Musiker. Seit 1989 ist er Mitglied der Vereinigten Bühnen Wien. Außerdem spielt er als Musiker u. a. auch im Alt-Wiener-Quartett.
Bernie Mallinger ist ebenfalls Geiger. Bereits seit dem Alter von 14 Jahren interessierte er sich für Jazz- und Crossovermusik. In den 1990er-Jahren zog er für einige Zeit in die Vereinigten Staaten, wo er mehrere Musikschulen besuchte. 1997 kehrte er nach Österreich zurück und wirkte bei rund 50 Produktionen 'aller Art' mit.
Am 23. September 2016 starteten Neuwirth und die Extremschrammeln ihre Abschiedstournee.

## Diskografie
Alben
- 1977: 10 Wienerlieder und 1 Fußpilzblues
- 1983: Extrem
- 1984: Alles is hin
- 1988: Guat drauf
- 1989: Waß da Teufel
- 1994: Essig & Öl
- 1995: Moment, der Christbaum brennt!
- 1996: I hab an Karl mit mir
- 1996: Aphrodite
- 1997: Die besten Schrammeln – instrumental
- 1997: Berührungspunkte
- 1998: Nr. 9 – Die Pathologische
- 2002: Nachtschicht
- 2006: Wien gspürn
- 2015: Des End vom Liad